# Атестація робочих місць
Атестація робочих місць за умовами праці — це комплексна оцінка всіх факторів виробничого середовища і трудового процесу.
Включає облік та комплексну оцінку відповідності кожного робочого місця вимогам стандартів, методикам виконання вимірювань, санітарним нормам і правилам, правилам техніки безпеки та пожежної безпеки.

## Мета
Основна мета атестації полягає в регулюванні відносин між власником або уповноваженим ним органом і працівниками з метою реалізації прав на здорові й безпечні умови праці, пільгове пенсійне забезпечення, пільги та компенсації за роботу в несприятливих умовах.
Атестація проводиться на підприємствах і в організаціях незалежно від форм господарювання, де технологічний процес, використовуване обладнання, сировина та матеріали є потенційними джерелами шкідливих і небезпечних виробничих факторів, що можуть несприятливо впливати на стан здоров'я працівників, а також на їхніх нащадків як тепер, так і в майбутньому.
Атестацію проводить атестаційна комісія, склад і повноваження якої визначаються наказом по підприємству, організації в строки, передбачені колективним договором, але не рідше одного разу на 5 років.

## Порядок проведення
Для організації і проведення атестації керівник підприємства повинен видати наказ, у якому вказується підстава і завдання атестації, визначається склад атестаційної комісії, встановлюються терміни і графіки проведення як підготовчих робіт, так і самої атестації, визначаються проектні і науково-дослідні організації, що необхідні для науково-технічної оцінки умов праці і розробки заходів для їхньої оптимізації. Безпосередньо атестацію проводить атестаційна комісія, до складу якої мають входити головні фахівці, працівники відділу кадрів, праці і зарплати, охорони праці, представники громадських організацій та ін.
Загальний порядок атестації такий:
1. формується необхідна правова й інформаційно-довідкова база й організовується її вивчення;
2. виготовляються плани розміщення устаткування по кожному підрозділу і визначаються межі розміщення робочих місць, складається перелік робочих місць, що атестуються;
3. вивчаються чинники виробничого середовища і трудового процесу;
4. на основі Єдиного тарифно-кваліфікаційного довідника встановлюється відповідність професій і посад працюючих на досліджуваних робочих місцях характеру фактично виконуваних робіт;
5. складається «Карта умов праці» (далі — Карта) на кожне робоче місце або на групу аналогічних місць;
6. проводиться гігієнічна оцінка умов праці;
7. проводиться оцінка технічного й організаційного рівня робочого місця;
8. комплексно оцінюється робоче місце з урахуванням впливу на працівників усіх чинників виробничого середовища і трудового процесу, передбачених гігієнічною класифікацією праці, а також впливу технічного й організаційного рівня умов праці і ступеня ризику ушкодження здоров'я;
9. проводиться скорочення або раціоналізація робочих місць;
10. уточнюються діючі і вносяться нові пропозиції по встановленню пільг і компенсацій у залежності від умов праці, визначаються матеріальні витрати на дані цілі.

Результати досліджень заносяться в «Карту умов праці». На групу аналогічних робочих місць допускається заповнення однієї Карти, якщо умови й характер праці на цих робочих місцях аналогічні за всіма показниками умов праці, на яких уже проведена атестація.
За результатами атестації визначаються термінові заходи щодо поліпшення умов і безпеки праці, що не вимагають для їхньої розробки і впровадження участі сторонніх організацій і фахівців. Також вирішують питання надання пенсій за віком на пільгових умовах відповідно до Закону України «Про пенсійне забезпечення», інших пільг та компенсацій
За результатами атестації видається наказ по підприємству, а витяги з наказу додаються до трудових книжок працівників.
Матеріали атестації зберігаються протягом 50 років.